# ビッグ・ボーイズ
『ビッグ・ボーイズ』（Big Boys）は、2023年のアメリカ合衆国の青春コメディ映画。
コーリー・シャーマン監督の長編1作目の作品で、出演はアイザック・クラスナーとデヴィッド・ジョンソン三世など。
兄と従姉、従姉の恋人の3人とキャンプにやってきた14歳の少年の淡い恋を描いている。
2023年3月18日にBFIフレア・ロンドンLGBTIQ+映画祭で初公開された。
日本では2025年6月時点で劇場公開はされておらず、ソフト化も配信もされていないため、本記事のタイトル「ビッグ・ボーイズ」は日本語タイトルではなく、原題「Big Boys」のカナ表記である。

## ストーリー
14歳の大柄なぽっちゃり少年ジェイミーは、真面目で賢いが、場の空気が読めずに不用意な発言をしてしまうなど、周囲から少々浮いた存在である。そんなジェイミーを、容姿に恵まれた兄のウィルは馬鹿にしてばかりいる。そんな兄が同行するのはあまり嬉しくないが、ジェイミーは大好きな従姉のアリーとの週末のキャンプを楽しみにしていた。ところが、そのキャンプにアリーの恋人ダンが加わると知ったジェイミーは、アリーに恋人がいること自体を知らなかったこともあり、戸惑いとともにダンに対して反感のようなものを抱く。
キャンプの当日、アリーが連れてきたダンはハンサムで逞しく自信に溢れた魅力的な男性で、そんな自分とは正反対のダンにジェイミーは憧れのような感情を抱く。そして兄弟のように気さくで優しく接してくれるダンへの感情は、尊敬や憧れから次第に恋愛感情へと変わっていく。生まれて初めての経験にジェイミーは大いに戸惑いながらも、自分と同じように兄を持つ弟であるダンからの経験に基づく様々な助言によってジェイミーは精神的に成長していく。
そんなある日、軽いハイキングに出かけたジェイミーとダンは山の中で道に迷ってしまう。しかも、ジェイミーが足を踏み外して右膝を怪我してしまい、ダンは着ていたTシャツを脱いで上半身裸となり、そのTシャツでジェイミーの右膝を縛る。そんなダンの姿にジェイミーは思わず勃起してしまい、それをダンに気づかれてしまう。あまりの恥ずかしさに慌てるジェイミーに、ダンは気まずさを感じつつも、14歳の男の子なら珍しいことじゃないとジェイミーを慰める。
一方、夜になってもダンとジェイミーが戻って来ないため、アリーは警察に連絡して捜索を依頼するが、ちょうどそのタイミングで2人が戻って来て、ことなきを得る。
キャンプが終わり、ダンとアリーはジェイミーとウィルを家に送り届ける。別れ際、ジェイミーはアリーに頼んで、ダンと2人だけで話をする。そこでジェイミーは山の中で勃起してしまったのにはちゃんと理由があると言ってダンへの気持ちを仄めかす。それに気付いたダンは戸惑いつつも、正直な気持ちを伝えたジェイミーの行動を賞賛する。
ダンとアリーは感謝祭での再会を誓って帰っていく。自分の部屋に戻ったジェイミーは、ダンが足を縛ってくれたTシャツを見ながら様々な表情を浮かべると、そのTシャツを丁寧に畳む。

## キャスト
- ジェイミー: アイザック・クラスナー（ドイツ語版） - 14歳のぽっちゃり少年。
- アリー: ドーラ・マディソン（英語版） - ジェイミーの従姉。
- ダン: デヴィッド・ジョンソン三世 - アリーの恋人。
- ウィル: タジ・クロス - ジェイミーの兄。
- ニコール: エミリー・デシャネル - ジェイミーとウィルの母。
- エリカ: マリオン・ファン・キュイク（英語版） - ジェイミーがキャンプ場で出会ったアニメ好きの少女。
- クイン: エマ・ブロズ - エリカの姉。ウィルと親しくなる。
- 妄想の中のジェイミー: ジャック・デ・サンス

## 製作

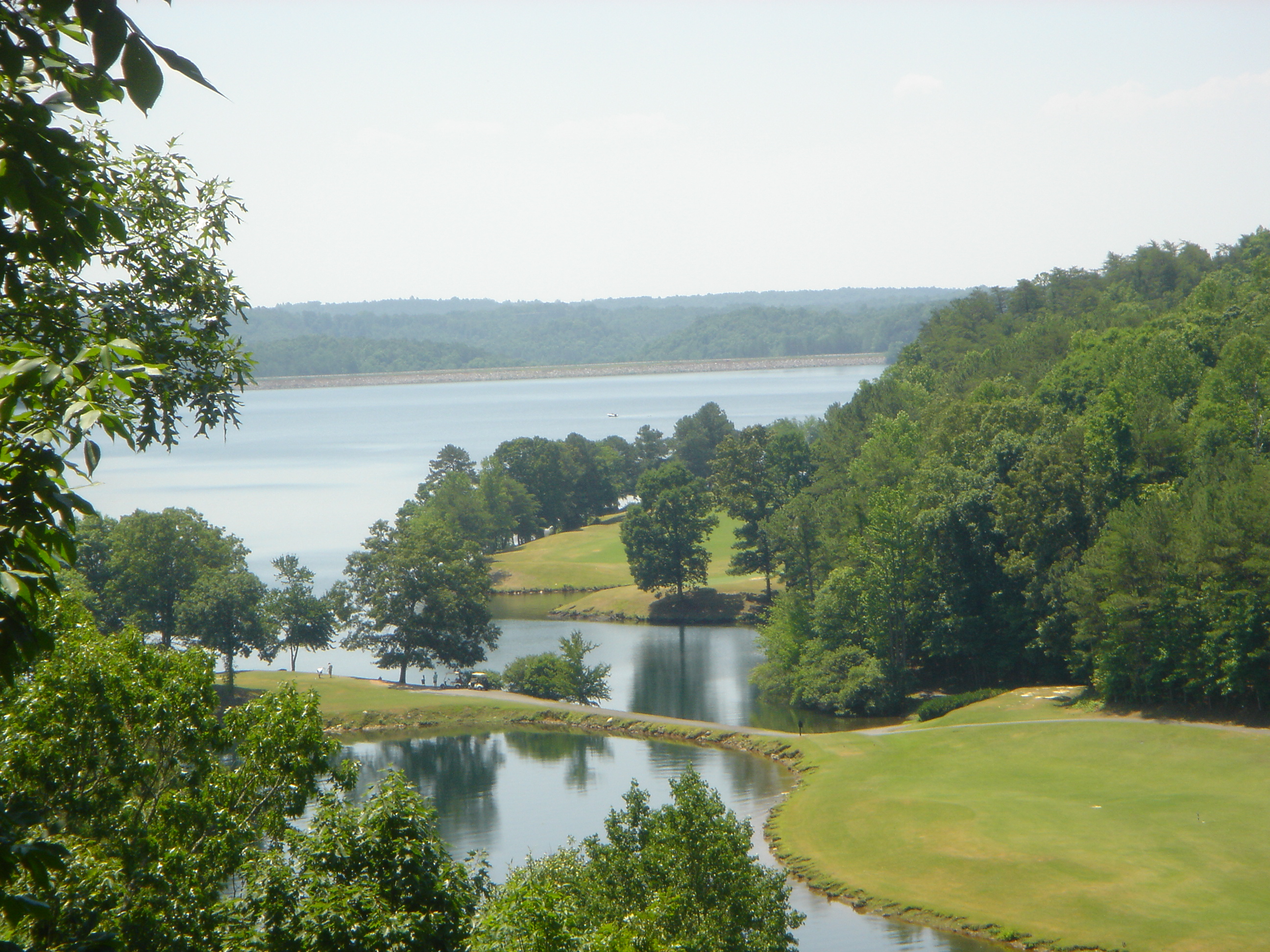
カリフォルニア州レイク・アローヘッド

インタビューでコーリー・シャーマン監督は、2021年5月に兄と父とドライブ旅行中にケンタッキー州でキャンプをすることになって本作のアイデアを思いついたと語っている。
主要撮影は2022年の夏にカリフォルニア州のレイク・アローヘッドで行われた。

## 作品の評価

### 映画批評家によるレビュー
Rotten Tomatoesによれば、28件の評論の全てが高く評価している。Metacriticによれば、4件の評論の全てが高評価で、平均点は100点満点中80点となっている。
ガーディアン紙のライアン・ギルビーは5点満点中5点を付け、「タイトルの面白さ、青春物語、そしてカミングアウト寸前の10代の主人公を揃えた『ビッグボーイズ』は、LGBTQIA+をテーマにした作品としてはありきたりのように見える。しかし実際には、脚本・監督のコーリー・シャーマンによるこのデビュー作は、繊細でユニーク、そして仄かに魔法のような魅力のある、まさに四つ葉のクローバーである。」と評価している。
ハリウッド・リポーター誌のデヴィッド・ルーニーは「この映画は、不安、疑問、そして達成不可能なことが多い欲望の対象へのめくるめく恋心など、自分が何者かをまだ模索している多くのクィアの若者にとっておそらく馴染みのある感情を、この上なく甘美に描いている。」と評価している。
バラエティ誌のピーター・デブルージュは「コーリー・シャーマン監督のデビュー作は、甘美ながらも居心地の悪さを感じる作品で、よくある要素が随所に散りばめられている。周囲に馴染めない10代の主人公、変革する数日間（今回はレイク・アローヘッドへの「いとこ同士のキャンプ旅行」）、そして恥ずかしくも人生を変えるような経験の数々。しかし、彼のようなキャラクターが映画の主人公として描かれるのを観るのは初めてで、この少年が自分自身を見つけようと、ぎこちなくも葛藤していく様子が、とても魅力的だった。」と評価している。

### 受賞歴
作品と主演のアイザック・クラスナーの演技が高く評価され、様々な映画賞を受賞している。
| 賞                               | 日付          | 部門                                  | 対象者                 | 結果       | 参照   |
| -------------------------------- | ------------- | ------------------------------------- | ---------------------- | ---------- | ------ |
| フレイムライン映画祭             | 2023年6月24日 | 初長編映画部門審査員特別賞            |                        | 受賞       | [ 10 ] |
| アウトフェスト                   | 2023年7月24日 | 長編映画部門観客賞                    |                        | 受賞       | [ 11 ] |
| アウトフェスト                   | 2023年7月24日 | 北米長編映画部門審査員大賞 優秀演技賞 | アイザック・クラスナー | 受賞       | [ 11 ] |
| インディペンデント・スピリット賞 | 2025年2月22日 | ブレイクスルー演技賞                  | アイザック・クラスナー | ノミネート | [ 12 ] |
| インディペンデント・スピリット賞 | 2025年2月22日 | ジョン・カサヴェテス賞                | コーリー・シャーマン   | ノミネート | [ 12 ] |
| GLAADメディア賞                  | 2025年3月27日 | 最優秀映画賞（限定公開部門）          |                        | ノミネート | [ 13 ] |